# Transzendentale Ästhetik
Die transzendentale Ästhetik ist der erste Teil der transzendentalen Elementarlehre in Immanuel Kants Werk der Kritik der reinen Vernunft. Den Begriff Ästhetik verwendet Kant in der mittlerweile veralteten Bedeutung als Lehre der sinnlichen Wahrnehmung (von gr. Aisthesis), nicht als Theorie des Schönen. Die transzendentale Ästhetik behandelt die „Sinnlichkeit“ (so Kants Ausdrucksweise) als Erkenntnisgrundlage und dabei die Frage, unter welche allgemeinen Bedingungen Vorstellungen ins Bewusstsein gelangen, von denen wir annehmen dürfen, dass sie durch Gegenstände außerhalb des Bewusstseins hervorgerufen wurden. Diesem Teil folgt die transzendentale Logik als Theorie des Denkens, des spontanen Bildens von Urteilen und Begriffen durch den Verstand, und des Schließens durch die Vernunft. Es zeigt sich, dass für Kant die Erkenntnis auf Anschauung und Denken gleichermaßen angewiesen ist, dass also Sinnlichkeit und Verstand/Vernunft keine voneinander unabhängigen Zugänge zur Wahrheit darstellen, wie es bedeutende Positionen des Rationalismus annahmen.
In der transzendentalen Ästhetik behandelte Kant vorrangig die Frage nach den allgemeinen Bedingungen, denen Sinnesdaten unterliegen müssen, um für eine Erkenntnis von Gegenständen und darauf aufbauend der menschlichen Erfahrung und schließlich der Wissenschaft brauchbar zu sein. Dabei erklärt er Raum und Zeit zu „Formen der Anschauung“, also zu Ordnungsparametern, die für jede Wahrnehmung (klar oder unklar) gegeben sein müssen. Da er das Räumliche als Grundlage für die Geometrie und das Zeitliche als Grundlage für die Arithmetik ansah, liefert die transzendentale Ästhetik zugleich eine Grundlage für die Möglichkeit einer reinen Mathematik – die also von jeder Erfahrung unabhängig ist, aber dennoch Verhältnisse beschreibt, die für alle Erfahrungen Geltung haben.
| \| \| \| \| \| Transzendentale Elementarlehre (Allgemeine Erkenntnistheorie) \| \| \| \| \| \| \| \| \| \| \| \| \| \| \| \| \| \| \| \| \| \| \| \| \| \| \| \| \| \| \| \| \| \| Transzendentale Ästhetik (Theorie der Anschauung) \| Transzendentale Ästhetik (Theorie der Anschauung) \| Transzendentale Ästhetik (Theorie der Anschauung) \| Transzendentale Ästhetik (Theorie der Anschauung) \| Transzendentale Ästhetik (Theorie der Anschauung) \| Transzendentale Ästhetik (Theorie der Anschauung) \| \| \| Transzendentale Logik (Theorie des Denkens) \| Transzendentale Logik (Theorie des Denkens) \| Transzendentale Logik (Theorie des Denkens) \| Transzendentale Logik (Theorie des Denkens) \| Transzendentale Logik (Theorie des Denkens) \| Transzendentale Logik (Theorie des Denkens) \| \| \| \| \| \| Transzendentale Ästhetik (Theorie der Anschauung) \| Transzendentale Ästhetik (Theorie der Anschauung) \| Transzendentale Ästhetik (Theorie der Anschauung) \| Transzendentale Ästhetik (Theorie der Anschauung) \| Transzendentale Ästhetik (Theorie der Anschauung) \| Transzendentale Ästhetik (Theorie der Anschauung) \| \| \| Transzendentale Logik (Theorie des Denkens) \| Transzendentale Logik (Theorie des Denkens) \| Transzendentale Logik (Theorie des Denkens) \| Transzendentale Logik (Theorie des Denkens) \| Transzendentale Logik (Theorie des Denkens) \| Transzendentale Logik (Theorie des Denkens) \| \| \| \| \| \| \| \| \| \| \| \| \| \| \| \| \| \| \| \| \| \| \| \| \| \| \| \| \| Transzendentale Analytik (Theorie der Begriffe und Grundsätze, Urteilsvermögen) \| Transzendentale Analytik (Theorie der Begriffe und Grundsätze, Urteilsvermögen) \| Transzendentale Analytik (Theorie der Begriffe und Grundsätze, Urteilsvermögen) \| Transzendentale Analytik (Theorie der Begriffe und Grundsätze, Urteilsvermögen) \| Transzendentale Analytik (Theorie der Begriffe und Grundsätze, Urteilsvermögen) \| Transzendentale Analytik (Theorie der Begriffe und Grundsätze, Urteilsvermögen) \| \| \| Transzendentale Dialektik (Logik des Scheins, Schlussvermögen) \| Transzendentale Dialektik (Logik des Scheins, Schlussvermögen) \| Transzendentale Dialektik (Logik des Scheins, Schlussvermögen) \| Transzendentale Dialektik (Logik des Scheins, Schlussvermögen) \| Transzendentale Dialektik (Logik des Scheins, Schlussvermögen) \| Transzendentale Dialektik (Logik des Scheins, Schlussvermögen) \| \| \| \| \| \| Transzendentale Analytik (Theorie der Begriffe und Grundsätze, Urteilsvermögen) \| Transzendentale Analytik (Theorie der Begriffe und Grundsätze, Urteilsvermögen) \| Transzendentale Analytik (Theorie der Begriffe und Grundsätze, Urteilsvermögen) \| Transzendentale Analytik (Theorie der Begriffe und Grundsätze, Urteilsvermögen) \| Transzendentale Analytik (Theorie der Begriffe und Grundsätze, Urteilsvermögen) \| Transzendentale Analytik (Theorie der Begriffe und Grundsätze, Urteilsvermögen) \| \| \| Transzendentale Dialektik (Logik des Scheins, Schlussvermögen) \| Transzendentale Dialektik (Logik des Scheins, Schlussvermögen) \| Transzendentale Dialektik (Logik des Scheins, Schlussvermögen) \| Transzendentale Dialektik (Logik des Scheins, Schlussvermögen) \| Transzendentale Dialektik (Logik des Scheins, Schlussvermögen) \| Transzendentale Dialektik (Logik des Scheins, Schlussvermögen) \| |                                                   |                                                   |                                                   |                                                                                 |                                                                                 |                                                                                 |                                                                                 |                                                                                 |                                                                                 |                                             |                                             |                                                                |                                                                |                                                                |                                                                |                                                                |                                                                |
| Die transzendentale Ästhetik innerhalb der Architektur der Kritik der reinen Vernunft |                                                   |                                                   |                                                   |                                                                                 |                                                                                 |                                                                                 |                                                                                 |                                                                                 |                                                                                 |                                             |                                             |                                                                |                                                                |                                                                |                                                                |                                                                |                                                                |
| |                                                   |                                                   |                                                   | Transzendentale Elementarlehre (Allgemeine Erkenntnistheorie)                   |                                                                                 |                                                                                 |                                                                                 |                                                                                 |                                                                                 |                                             |                                             |                                                                |                                                                |                                                                |                                                                |                                                                |                                                                |
| |                                                   |                                                   |                                                   |                                                                                 |                                                                                 |                                                                                 |                                                                                 |                                                                                 |                                                                                 |                                             |                                             |                                                                |                                                                |                                                                |                                                                |                                                                |                                                                |
| Transzendentale Ästhetik (Theorie der Anschauung) | Transzendentale Ästhetik (Theorie der Anschauung) | Transzendentale Ästhetik (Theorie der Anschauung) | Transzendentale Ästhetik (Theorie der Anschauung) | Transzendentale Ästhetik (Theorie der Anschauung)                               | Transzendentale Ästhetik (Theorie der Anschauung)                               |                                                                                 |                                                                                 | Transzendentale Logik (Theorie des Denkens)                                     | Transzendentale Logik (Theorie des Denkens)                                     | Transzendentale Logik (Theorie des Denkens) | Transzendentale Logik (Theorie des Denkens) | Transzendentale Logik (Theorie des Denkens)                    | Transzendentale Logik (Theorie des Denkens)                    |                                                                |                                                                |                                                                |                                                                |
| Transzendentale Ästhetik (Theorie der Anschauung) | Transzendentale Ästhetik (Theorie der Anschauung) | Transzendentale Ästhetik (Theorie der Anschauung) | Transzendentale Ästhetik (Theorie der Anschauung) | Transzendentale Ästhetik (Theorie der Anschauung)                               | Transzendentale Ästhetik (Theorie der Anschauung)                               |                                                                                 |                                                                                 | Transzendentale Logik (Theorie des Denkens)                                     | Transzendentale Logik (Theorie des Denkens)                                     | Transzendentale Logik (Theorie des Denkens) | Transzendentale Logik (Theorie des Denkens) | Transzendentale Logik (Theorie des Denkens)                    | Transzendentale Logik (Theorie des Denkens)                    |                                                                |                                                                |                                                                |                                                                |
| |                                                   |                                                   |                                                   |                                                                                 |                                                                                 |                                                                                 |                                                                                 |                                                                                 |                                                                                 |                                             |                                             |                                                                |                                                                |                                                                |                                                                |                                                                |                                                                |
| |                                                   |                                                   |                                                   | Transzendentale Analytik (Theorie der Begriffe und Grundsätze, Urteilsvermögen) | Transzendentale Analytik (Theorie der Begriffe und Grundsätze, Urteilsvermögen) | Transzendentale Analytik (Theorie der Begriffe und Grundsätze, Urteilsvermögen) | Transzendentale Analytik (Theorie der Begriffe und Grundsätze, Urteilsvermögen) | Transzendentale Analytik (Theorie der Begriffe und Grundsätze, Urteilsvermögen) | Transzendentale Analytik (Theorie der Begriffe und Grundsätze, Urteilsvermögen) |                                             |                                             | Transzendentale Dialektik (Logik des Scheins, Schlussvermögen) | Transzendentale Dialektik (Logik des Scheins, Schlussvermögen) | Transzendentale Dialektik (Logik des Scheins, Schlussvermögen) | Transzendentale Dialektik (Logik des Scheins, Schlussvermögen) | Transzendentale Dialektik (Logik des Scheins, Schlussvermögen) | Transzendentale Dialektik (Logik des Scheins, Schlussvermögen) |
| |                                                   |                                                   |                                                   | Transzendentale Analytik (Theorie der Begriffe und Grundsätze, Urteilsvermögen) | Transzendentale Analytik (Theorie der Begriffe und Grundsätze, Urteilsvermögen) | Transzendentale Analytik (Theorie der Begriffe und Grundsätze, Urteilsvermögen) | Transzendentale Analytik (Theorie der Begriffe und Grundsätze, Urteilsvermögen) | Transzendentale Analytik (Theorie der Begriffe und Grundsätze, Urteilsvermögen) | Transzendentale Analytik (Theorie der Begriffe und Grundsätze, Urteilsvermögen) |                                             |                                             | Transzendentale Dialektik (Logik des Scheins, Schlussvermögen) | Transzendentale Dialektik (Logik des Scheins, Schlussvermögen) | Transzendentale Dialektik (Logik des Scheins, Schlussvermögen) | Transzendentale Dialektik (Logik des Scheins, Schlussvermögen) | Transzendentale Dialektik (Logik des Scheins, Schlussvermögen) | Transzendentale Dialektik (Logik des Scheins, Schlussvermögen) |

Die transzendentale Ästhetik gehört zu jenen Bereichen der Kritik der reinen Vernunft, die zwischen den beiden Auflagen von 1781 und 1787 mehr oder weniger stark überarbeitet wurden. So ist die transzendentale Ästhetik in beiden Auflagen (A und B genannt) auch unterschiedlich gegliedert. Die B-Auflage folgt dabei einer Paragrafenzählung und umfasst dabei die §§ 1-8 der Elementarlehre, allerdings wird diese Zählung schon beim Beschluss der transzendentalen Ästhetik ausgesetzt und erst sehr viel später mitten in der transzendentalen Logik mit 39 wieder aufgenommen, sodass unklar bleibt, ob sie 9 gedachte Abschnitte zuvor neu gestartet wurde oder dies als Fortführung zu denken ist.

## Reine Anschauung
Der erste Abschnitt der transzendentalen Ästhetik (B 33-36) entfaltet in dicht gedrängter Folge Begriffe, die Kant im weiteren Verlauf der Kritik zugrunde legt.
Eine Anschauung entsteht nur, wenn ein Gegenstand das Gemüt auf gewisse Weise affiziert. Mit Gemüt meint Kant den gesamten (bewussten und unbewussten) Umfang des menschlichen Geistes. Affizieren ist ein Vorgang, der noch vorbewusst ist, so dass er als solcher nicht beschrieben werden kann und man auch nicht von Kausalität sprechen kann. Der Mensch verfügt über eine Fähigkeit, die Kant Rezeptivität nennt, um aus der Affizierung Vorstellungen zu bekommen. Dieser Vorgang heißt Sinnlichkeit und ist die einzige Quelle von Anschauungen. Demgegenüber entspringen Begriffe dem Verstand. Alle sprachlichen Inhalte des Bewusstseins entstammen nicht der Sinnlichkeit. Aber es gibt kein Denken, das sich nicht irgendwie auf die Anschauungen bezieht. Beide zusammen (Sinnlichkeit, Begriffe) sind die „zwei Stämme der menschlichen Erkenntnis“ (B 29). Warum das so ist, ließ Kant offen. Er verzichtete auf eine Letztbegründung (z. B. eine Schöpfung), sondern verwies darauf, dass beide Erkenntnisstämme „vielleicht aus einer gemeinschaftlichen, aber uns unbekannten Wurzel entspringen.“ (B 29)
Wenn ein Gegenstand die Vorstellungsfähigkeit affiziert, bewirkt er Empfindungen. Empfindungen sind noch vorsprachlich. Anschauungen sind empirisch, wenn sie sich auf den Gegenstand beziehen, der sich in der Empfindung manifestiert. Eine Erscheinung besteht aus Materie, die der Empfindung korrespondiert, und aus Form, die dafür sorgt, dass die Mannigfaltigkeit, die in einer Erscheinung enthalten ist, eine Ordnung aufweist, eine Struktur hat. Während die Materie, also die Empfindung, aufgrund des Vorgangs der Affizierung nur a posteriori gegeben sein kann, ist die reine Form bereits a priori im Gemüt vorhanden. Der Vorgang des Ordnens findet also im Gemüt statt.
Reine Vorstellungen enthalten keine Empfindungen, also nichts Empirisches. Reine Form sinnlicher Anschauung ist a priori im Gemüt enthalten. Es gibt also Elemente sinnlicher Anschauung, nämlich solche, welche die Ordnung in die empfundene Mannigfaltigkeit bringen, die das Gemüt beisteuert, damit aus einer Empfindung eine Anschauung entsteht. Diese reinen Formen nannte Kant auch reine Anschauung. Wenn man an einen Körper denkt, so sind Undurchdringlichkeit, Härte oder Farbe Empfindungen. Die Begriffe Substanz, Kraft oder Teilbarkeit, die auch mit dem Begriff eines Körpers verbunden sind, kann man nicht wahrnehmen. Es sind strukturierende Begriffe, die dem Verstand entstammen. Wenn man nun versucht, den Begriff des Körpers ohne Empfindungen und ohne Verstandesbegriffe zu denken, bleibt immer noch etwas übrig, und zwar Ausdehnung und Gestalt. Dies ist Teil der reinen Anschauung a priori.
Die transzendentale Ästhetik a priori hat die Funktion, die Sinnlichkeit zu isolieren und auch die Erscheinung ohne die Verstandesbegriffe zu denken, „damit nichts als reine Anschauung und die bloße Form der Erscheinung übrig bleibe.“ (B 36)

„Bei dieser Untersuchung wird sich finden, dass es zwei reine Formen sinnlicher Anschauung, als Prinzipien der Erkenntnis a priori, gebe, nämlich Raum und Zeit, […]“

## Metaphysische Erörterung von Raum (§ 2) und Zeit (§ 4)
Kant behandelte Raum und Zeit nacheinander, verwendete aber deckungsgleich parallele Argumente. Unter metaphysischer Erörterung verstand er eine Argumentation, die zeigt, dass der untersuchte Gegenstand a priori ist.
Kant unterschied als Eigenschaften des Gemüts einen äußeren Sinn, in dem Gegenstände (Erscheinungen) im Raum vorgestellt werden, und einen inneren Sinn, der das Gemüt selbst oder seinen inneren Zustand anschaut. Im inneren Sinn hat alles zumindest einen Bezug zur Zeit. Zum Nachweis des a priori von Raum und Zeit verwendete Kant jeweils vier Argumente (B 38/39 bzw. B 46-48):
| Raum                                                                                           | Zeit |
| ---------------------------------------------------------------------------------------------- | --- |
| 1. Damit man Empfindungen als etwas außerhalb ansehen kann, muss es schon einen Raum geben.    | 1. Man kann sich kein Aufeinanderfolgen vorstellen, wenn es nicht die Zeit gibt.                           |
| 2. Man kann sich nicht vorstellen, dass es keinen Raum gibt.                                   | 2. Man kann sich nicht vorstellen, dass es keine Zeit gibt.                                                |
| 3. Der Raum an sich ist etwas Ungeteiltes. Einzelne Räume sind immer Teile des Raumes an sich. | 3. Die Zeit an sich ist etwas Ungeteiltes. Einzelne Zeitabschnitte sind immer Teil der einen Zeit an sich. |
| 4. Der Raum wird als eine unendliche gegebene Größe vorgestellt.                               | 4. Die ursprüngliche Vorstellung von Zeit ist uneingeschränkt.                                             |

Um Kants Argumente besser nachvollziehen zu können, ist es hilfreich, die Begriffe Räumlichkeit und Zeitlichkeit einzusetzen, wenn von Raum und Zeit als solchen gesprochen wird. Die beiden ersten Argumente zeigen gegen den Empirismus, dass Raum und Zeit a priori sind. Die beiden anderen Argumente zeigen gegen den Rationalismus, dass es sich um Anschauungsformen und keine bloßen Begriffe handelt.
Der Raum ist keine Eigenschaft der Dinge, vielmehr erfasst „Raum“ alle Gegenstände, die uns äußerlich erscheinen, nebeneinander in sich. „Der Raum hat empirische Realität und transzendentale Idealität.“ Das heißt, er hat objektive Gültigkeit für alles, was uns als äußerer Sinn erscheinen kann, aber er ist ein Nichts, sobald die Bedingungen der Möglichkeit aller Erfahrung entfallen. Die Zeit ist so allgemein und notwendig wie der Raum und hat ebenso empirische Realität wie transzendentale Idealität, doch im Gegensatz zum Raum ist sie das fundamentalere Prinzip, denn ganz gleich ob äußere Anschauungen oder (nicht-räumlichen) innere Zustände „alle Erscheinungen überhaupt sind in der Zeit und stehen notwendigerweise in Verhältnissen der Zeit.“

## Transzendentale Erörterung von Raum (§ 3) und Zeit (§ 5)
In der transzendentalen Erörterung von Raum und Zeit wollte Kant zeigen, dass diese reinen Anschauungen Bedingungen der Möglichkeit von Erkenntnis sind. Raum und Zeit sind synthetisch a priori, wenn sich aus ihnen ohne Rückgriff auf empirische Anschauungen zusätzliche Erkenntnisse herleiten lassen.
Entsprechend der Vorgabe aus der Einleitung zur KrV untersuchte Kant die Geometrie als Teilgebiet der Mathematik, deren Erkenntnisse sich aus der Gegebenheit des Raumes ableiten. Ein Konzept, das zeigt, wie aus der Zeit als Form synthetische Aussagen a priori abzuleiten sind, ist die Bewegungslehre der Mechanik. Kant argumentierte hierfür mit drei Punkten (B 42-43):
1. Raum und Zeit selbst sind keine Begriffe, sondern Anschauungsformen. Sie sind keine kontingenten Eigenschaften, „die an Gegenständen haften“.
2. Raum und Zeit können keine empirischen Anschauungen sein, weil sonst Geometrie und die reine Physik keine Aussage a priori machen könnten.
3. Raum und Zeit sind abhängig vom erkennenden Subjekt. Sie sind Form der Erkenntnisweise des Menschen. Sie gelten nur „für uns“ und nicht „an sich“.[3]

Hieraus folgerte Kant, dass Raum und Zeit als notwendige Elemente der Erfahrung, der erscheinenden Wirklichkeit, empirische Realität haben. In Bezug auf ihr Ansichsein, als Eigenschaft der Dinge an sich, sind sie eine bloße Denkmöglichkeit. Kant nannte das „transzendentale Idealität“.
„Wir behaupten also die empirische Realität des Raumes (in Ansehung aller möglichen äußeren Erfahrung), obzwar die transzendentale Idealität, d.i. dass er nichts sei, so bald wir die Bedingung der Möglichkeit aller Erfahrung weglassen, und ihn als etwas, was den Dingen an sich selbst zum Grunde liegt, annehmen.“ (B 44)
Die These der transzendentalen Idealität ist in dem Sinne ungewöhnlich, dass sie die Behauptung einschließt, dass es Raum und Zeit nicht unabhängig von den wahrnehmenden Wesen gibt. Dies läuft radikal der normalen Intuition entgegen, da im Alltag angenommen wird, dass etwa das Universum auch schon in Raum und Zeit existierte, als es noch keinen Menschen gab. Kant bot allerdings ein Argument für seine ungewöhnliche These: Er erklärte, dass nicht nur Raum und Zeit a priori gegeben sind, sondern es auch synthetische Erkenntnis a priori gebe, wie etwa die Geometrie. Kant folgerte, dass der apriorische Charakter unverständlich sei, wenn Raum und Zeit transzendental real wären, also erkennbarer Teil der Dinge an sich. Man kann zwar annehmen, dass Raum und Zeit real sind, aber über den empirischen Rahmen der Erscheinungen hinaus kann der Mensch das nicht erkennen. Dies führte ihn zu der hypothetischen Auffassung über die transzendentale Idealität:
„Wäre also nicht der Raum (und so auch die Zeit) eine bloße Form eurer Anschauung, welche Bedingungen a priori enthält, unter denen allein Dinge für euch äußere Gegenstände sein können, die ohne diese subjektive Bedingung an sich nichts sind: so könntet ihr a priori gar nichts über äußere Objekte synthetisch ausmachen. Es ist also ungezweifelt gewiß, und nicht bloß möglich, oder auch wahrscheinlich, daß Raum und Zeit, als die notwendigen Bedingungen aller (äußeren und inneren) Erfahrung, bloß subjektive Bedingungen aller unserer Anschauungen sind […].“ (B 66)

## Möglichkeit reiner Mathematik
Reine Mathematik ist nach Kant möglich, weil Raum und Zeit als apriorische Formen in uns liegen.
Die Geometrie behandelt räumliche Verhältnisse. Dass zum Beispiel die Gerade die kürzeste Verbindung zwischen zwei Punkten sei, ist ein synthetischer Satz a priori. Denn die Zergliederung des Begriffs der Geraden ergibt nur ebendiese Qualität und nichts von Größe. Wir brauchen die Anschauung, aber nicht die Erfahrung, denn die Vorstellung vom Raum liegt bereits in uns. Auf ihr gründen Allgemeinheit und Notwendigkeit der Geometrie.
Die Arithmetik rechnet. Sie ist nach Kant im Grunde ein Zählen in der Zeit. Da die Zeit ebenfalls eine reine Form der Sinnlichkeit in uns ist, liegt die allgemeine und notwendige Gültigkeit von arithmetischen Sätzen in der inneren Zeitanschauung.
Indem Kant Raum und Zeit als empirisch real und transzendental ideal bestimmte, begründete er die apodiktische Gewissheit der Mathematik.

## Kritik
Kants Argumentation für die transzendentale Idealität von Raum und Zeit ist besonders in zweierlei Hinsicht kritisiert worden:
Zum einen wurde bezweifelt, dass es sich bei der Geometrie tatsächlich um eine synthetische Erkenntnis a priori handelt. Einige Mathematiker und Philosophen erklären, dass die Geometrie analytisch sei, andere behaupten, dass sie a posteriori sei.
Zum anderen wird Kants Schluss auf die beste Erklärung kritisiert: Es scheint keineswegs klar, dass der apriorische Charakter von Raum und Zeit oder geometrischer Erkenntnis nur dann verständlich ist, wenn Raum und Zeit keine Eigenschaften der Dinge an sich sind. Es könnte ja auch sein, dass diese Erkenntnisse a priori sind – etwa im Laufe der Evolution zu angeborenem Wissen wurden – und es trotzdem einen nicht-subjektiven Raum (bzw. eine Zeit) gibt.
Zum Beispiel hielten Albert Einstein und Hans Reichenbach es für falsch, Raum und Zeit als Eigenschaften unserer Wahrnehmung zu sehen. Entsprechend der Relativitätstheorie sahen sie Raum und Zeit als Eigenschaften der äußeren Dinge. Dieser Argumentation liegen aber die Raum- und Zeitbegriffe der Physik zu Grunde, deren Erkenntnisse Kant als empirisch auffasste, während er sich in der transzendentalen Ästhetik auf den Raum und die Zeit des visuellen, menschlichen Vorstellungsvermögens als Teil des Verstandes bezog. Dass letzteres dreidimensional euklidisch mit einer davon unabhängigen, linearen Zeit ist, dürfte auch nach modernen Erkenntnissen kaum zu bezweifeln sein. Wenn man die (dreidimensionale) euklidische Geometrie wie Kant als Konsequenz dieses Vorstellungsvermögens ansieht, muss man deren Lehrsätze, wie von Kant explizit ausgeführt, als synthetische Erkenntnisse a priori verstehen. Dass man davon ausgehend, analytisch/algebraisch eine nicht-euklidische Geometrie im Sinne von Gauss und Riemann (und noch abstrakter im Sinne von Grothendieck u. a.) konstruieren kann, die sich im Allgemeinen dem visuellen Vorstellungsvermögen entzieht und den physikalischen Modellvorstellung der Raumzeit zu Grunde liegt, die primär von Einstein entwickelt wurden, steht ebenso wenig im Widerspruch zu Kants Thesen wie die Tatsache, dass beliebige analytisch/algebraische Verallgemeinerungen der Geometrie mit Hilfe anderer Verstandesfunktionen aus Begriffen a priori entwickelt werden, was auch sie (wie laut Kant die gesamte Mathematik) zu Erkenntnissen a priori macht, die nicht notwendig etwas mit der physikalischen Realität von Raum (und Zeit) zu tun haben.